# Frederik Marcus Knuth (1904-1970)
 Der er flere personer med dette navn, se Frederik Marcus Knuth (flertydig).
Frederik Marcus lensgreve Knuth (født 5. maj 1904 på Knuthenborg, død 14. juni 1970) var en dansk godsejer, ejer af grevskabet Knuthenborg. Han er i dag primært kendt for medlemskabet af det danske nazistparti, DNSAP.
Knuth var søn af lensgreve Eggert Knuth og hustru Sylvia f. Pio. Barndomsmiljøet var fyldt med paradokser, for på den ene side hvilede der en tung adelskultur over det lollandske gods, hvor greven ustraffet forgreb sig på godsets kvindelige tyende, og på den anden side havde Eggert Knuth ikke blot giftet sig borgerligt, men endda med datteren af socialisten Louis Pio, Sylvia Pio. Det endte da også i skilsmisse.
F.M. Knuth blev student fra Roskilde Katedralskole, tog filosofikum og studerede dernæst kooperative landbrug i Sovjetunionen i 1923 og praktisk landbrug på Gunderslevholm 1924-25. 1925 overtog han grevskabet, der imidlertid blev afløst året efter. Hans besiddelser omfattede også Bandholm Havn. Han var protektor for Maribo Stiftsmuseum, medlem af bestyrelserne for A/S Maribo-Bandholm Jernbaneselskab, A/S Lollands-Posten og A/S Bandholm Electricitetsværk.
5. juni 1925 ægtede han Christa Lund (14. december 1900 i Skjold – 1971), datter af provst C.Th. Lund og Theodora f. Knudsen.
Ifølge Bovrup-kartoteket meldte "Christa Knuth, lensgrevinde, Knuthenborg" sig ind i det danske nazistparti 8. april 1935, mens hendes mand "F.M. Knuth, lensgreve, Knuthenborg", havde meldt sig ind 22. april året forinden. Han var partiets sysselleder på Lolland, men trådte ud af partiet 1941.
Frederik Marcus Knuth blev ifølge Stockholmlisten  betegnet som "Den danske Goebbels". Ydermere oplyser Stockholmlisten at han har været fængslet for blodskam. Ifølge "De Frie Danske" nr. 3 og 4, januar og februar 1942, anmeldtes han til politiet af sin søster for at have begået blodskam, idet han havde besvangret sin 16-årige uægteskabelige datter. Gav sit æresord på at forblive på Knuthenborg så længe sagen undersøgtes. Brød straks sit ord og rejste til Berlin for at melde sig som frivillig til den tyske hær. Det danske politi krævede ham udleveret, han idømtes 8 års fængsel. Ifølge "Frit Danmark", nr. 4, juli 1942, lød dommen på fem år, og aviserne blev pålagt indskrænkninger i deres omtale.
Som en af de ledende danske nazister blev Knuths telefon i begyndelsen af besættelsen aflyttet af det danske politi. Efter krigen blev F.M. Knuth dømt og fængslet for sine aktiviteter.
Sønnen Adam Wilhelm Knuth har udtalt, at da han i 1969 omlagde Knuthenborg til safaripark i strid med faderens ønske, var det også et opgør med faderen.